# Список мечоносців

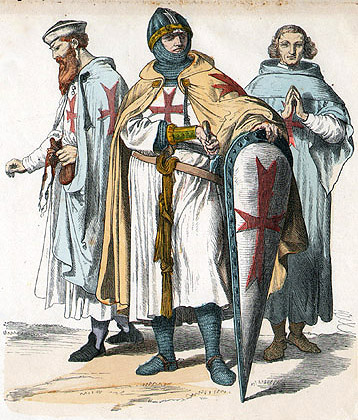
Брат-священик (праворуч) Ордену тамплієрів.

Брати Ордену меченосців

## Магістри
- 1204—1209: Вінно / Венно фон Рорбах
- 1209—1236: Фольквін фон Наумбург

## Брати-лицарі
- Арнольд (нім. Arnold; ?—1211) — брат-лицар (1206—1211)[1].
- Бертольд (нім. Bertold; ?—1216) — брат-лицар (1208—1216), провінцільний магістр Вендена[1].
- Ебергард (нім. Eberhard; ?—1211) — брат-лицар (?—1211)[2].
- Конрад (нім. Conrad; ?—1232) — брат-лицар (?—1232)[2].
- Констянтин (нім. Constantin; ?—1217) — брат-лицар (1211—1217)[2].
- Фрідріх Тумме (нім. Friedrich Tumme; ?—?) — брат-лицар (бл. 1232). Ймовірно, Фрідріх Штультус, що згадується під 1241 роком як маршал Лівонського ордену[2].
- Герефрід (Герберт) Вірдік (Врідік, Відікен) (нім. Gerefried (Gerbert) Wirdik (Wridik, Widiken); ?—?) — брат-лицар (1231—1238)[2].
- Герлах Роте (нім. Gerlach Rothe; ?—?) — брат-лицар (бл. 1237)[2].
- Гартмут (нім. Hartmuth; ?—?) — брат-лицар (бл. 1209), охоронець з Ашраде[2].
- Геліас (нім. Helias; ?—1218) — брат-лицар (?—1218)[2].
- Йоганн (англ. Johannes; ?—1222) — брат-лицар (?—1222), наглядач в Уганін[2].
- Йоганн фон Магдебург (нім. Johannes von Magdeburg; ?—?) — брат-лицар (бл. 1236)[2].
- Йоганн дер Зеліге (Залінгер)(нім. Johannes der Selige (Salinger); ?—?) — брат-лицар (бл. 1236)[2].
- Луппрехт (нім. Lupprecht; ?—?) — брат-лицар (бл. 1219), охоронець з Ашраде[2].
- Марквард (нім. Marqurad; ?—?) — брат-лицар (1210—1211)[2].
- Марквард фон Бурбах (нім. Marquard von Burbach; ?—?) — брат-лицар (бл. 1228), охоронець з Ашраде[2].
- Марквард фон Тюрінген (нім. Marquard von Thüringen; ?—?) — брат-лицар (бл. 1231)[2].
- Маврикій (нім. Mauritius; ?—1222) — брат-лицар (?—1222), наглядач в Закалі[2].
- Реймунт (нім. Reymunth; ?—?) — брат-лицар (бл. 1236, 1237), комтур Вендена[2].
- Родольф фон Кассель (нім. Rodolf von Cassel; ?—?) — брат-лицар (1229—1238)[2].
- Рутер (нім. Ruther; ?—?) — брат-лицар (бл. 1211). Ймовірно, таж особа, що під 1238 роком згадується як Рутхер (нім. Rutcher)[2].
- Теодеріх (нім. Theoderich; ?—1223) — брат-лицар (?—1223)[2].
- Вігберт (нім. Wigbert; ?—1209) — брат-лицар (?—1209), наглядач Вендену. Страчений за вбивство магістра Віно[2].

## Брати-священики
- Гартвіх (нім. Hartwich, ?—?) — брат-священик (1220—1223). [2].
- Йоганн (нім. Johannes; ?—1209) — брат-священик, капелан магістра Ордену[2].
- Отто (нім. Otto; ?—?) — брат-священик (бл. 1215)[2].